# 454 a.C.

## Eventos
- O tesouro da Liga de Delos é movido da ilha de Delos para a Acrópole de Atenas.
- Espúrio Tarpeio Montano Capitolino e Aulo Atérnio Varo, cônsules romanos.